# 155 Pułk Piechoty (1939)
155 Pułk Piechoty – rezerwowy oddział piechoty Wojska Polskiego.
Pułk nie istniał w czasie pokoju. Utworzony w II rzucie mobilizacji powszechnej, nie skoncentrowany w całości.

## Formowanie i zmiany organizacyjne
155 pułk piechoty formowany na podstawie planu mobilizacyjnego „W” w ramach II rzutu mobilizacji powszechnej dla rezerwowej 45 Dywizji Piechoty. Pułk mobilizowany przez jednostki z terenu DOK nr V i X. dowództwo pułku, pododdziały poza batalionowe oraz I batalion zmobilizowane w Tarnowie przez 16 pułk piechoty w terminie X+4. II batalion w Samborze w 6 pułku strzelców podhalańskich w terminie X+3, III batalion w Jarosławiu przez 3 pułk piechoty legionów w terminie X+3.  

## 155 pp w kampanii wrześniowej
Po zmobilizowaniu z uwagi na nie skoncentrowanie 45 DP rez. każdy pułk, batalion i dywizjon walczyły w składzie innych jednostek. 155 pp rez. bez II i III batalionu wszedł w skład 24 DP. Batalion II/155 pp rez. wszedł w skład improwizowanej Podgrupy „Drohobycz” ppłk. Ludwika Dudka Grupy „Stryj”. Batalion III/155 pp rez. wszedł w skład improwizowanej Grupy „Jarosław” ppłk. Jana Wójcika.

### Batalion II/155 pp
II batalion 155 pułku piechoty po zmobilizowaniu w koszarach Samborze z uwagi na zagrożenie ataków lotniczych przemaszerował do wsi Kulczyce. Ze względu na zniszczenie linii kolejowej, batalion pozostał w Samborze. Po otrzymaniu informacji o przerwaniu frontu, batalion ten na rozkaz ppłk. Mieczysława Pretscha, 9 września obsadził południowo-wschodni brzeg Dniestru na odcinku pomiędzy Kulczycami, a Kornalowicami. Nocą 11/12 września po zajęciu przez oddziały niemieckiej Grupy „Schörner” z 1 Dywizji Górskiej Sambora, ppłk Mieczysław Pretsch nakazał wycofać się batalionowi do Stryja. Dowódca batalionu kpt. J. Rutkowski nie wycofał batalionu 12 września i prowadził potyczki ogniowe z podchodzącymi do rzeki czołówkami niemieckimi. 12/13 września wycofał batalion wzdłuż Dniestra do Wołoszy, a 16 września osiągnął Delawę niedaleko Drohobycza. W Delawie wszedł w skład Grupy „Drohobycz” ppłk. Ludwika Dudka. Z uwagi na uzyskanie informacji o przebijaniu się Frontu Południowego gen. broni Sosnkowskiego w kierunku południowo-wschodnim, II/155 pp otrzymał rozkaz natarcia o świcie 17 września na Sambor. Nocą 16/17 września został przewieziony koleją do stacji Dublany i o godz. 6.00 uderzył na miejscowość Horodyszcze obsadzoną przez oddziały niemieckich 5 Dywizji Pancernej i 57 Dywizji Piechoty. Energiczne natarcie batalionu zaskoczyło niemiecką obronę i początkowo przyniosło powodzenie. Z uwagi na dysproporcję sił i brak wsparcia artylerii natarcie batalionu po kilkugodzinnym boju załamało się i wykrwawiło batalion, został rozproszony. Śmiertelnie ranny został dowódca batalionu kpt. Jan Rutkowski, wielu żołnierzy poległo i zostało rannych, wśród nich dowódca 4 kompanii por. Stanisław Król. Resztki batalionu wycofały się w kierunku Drohobycza. Z uwagi na wkroczenie wojsk sowieckich resztki II batalionu na rozkaz dowódcy Grupy „Stryj” gen. Stefana Dębińskiego wycofały się na południe i 21 września przekroczyły granicę polsko-węgierską na południe od Klimca.

### Batalion III/155 pp
III batalion 155 pułku piechoty po zmobilizowaniu w koszarach w Jarosławiu ze względu na zniszczenia linii kolejowych w Jarosławiu i okolicy przez niemieckie lotnictwo, nie mógł zostać załadowany do transportów kolejowych i dołączyć do macierzystego pułku. Batalion przeszedł do wsi Szówsko, gdzie wszedł w skład improwizowanej Grupy „Jarosław” ppłk. Jana Wójcika. W rejonie, w którym przebywał przystąpił do organizacji obrony wschodniego brzegu rzeki San. 9 września batalion obsadził linię obrony na odcinku Surochów–Szuwsko. Od godzin południowych 10 września batalion prowadził walkę ogniową z niemieckimi patrolami z 2 Dywizji Pancernej i 4 Dywizji Lekkiej. Zabezpieczał wycofanie się z zachodniego brzegu Sanu oddziałów 10 Brygady Kawalerii płk dypl. Stanisława Maczka. 11 września o godz. 11.00 oddziały niemieckiej 2 DPanc. zdołały przełamać obronę na linii Sanu. O godz. 15.00 ppłk Jan Wójcik wydał rozkaz dla III/155 pp do odwrotu w kierunku lasu na południe od Radawy. Do batalionu dołączyła 1 kompania strzelecka batalionu improwizowanego „M” z OZ 2 DP Leg. i większość artylerii grupy. Batalion zajął obronę na skraju lasu, stopniowo dołączyły inne pododdziały grupy. 12 września na rozkaz dowódcy grupy III batalion wycofał się za rzeczkę Lubaczówkę. Rano 13 września północna część grupy ppłk Wójcika pomaszerowała w kierunku wsi Futory. Po napotkaniu tam oddziałów niemieckich pomaszerowała grupa nocą 14/15 września przez Dzików. W nocy 15/16 września przez Ułazów i Zamek za rzekę Tanew. Rano 15 września batalion wraz z resztą grupy dotarł do rejonu wsi Borowiec, Kozaki. Do 17 września batalion III/155 pp wraz resztą grupy kluczył po lasach Puszczy Różanieckiej. Wobec okrążenia rejonu puszczy przez jednostki niemieckie, ppłk Wójcik nakazał zniszczenie posiadanego sprzętu ciężkiego i rozwiązał pozostałe pododdziały grupy, w tym batalion, a żołnierze małymi grupkami rozeszli się do domów. 

## Skład
- dowództwo pułku  
  - dowódca pułku – ppłk Stanisław Witold Kwapniewski
  - I adiutant pułku – kpt. Mieczysław Jerzy Kaczmarczyk[8]
  - II adiutant pułku – ppor. rez. Józef Walenty Kaczmarczyk[8]
  - oficer łączności por. Walenty Szytuła[8]
  - oficer informacyjny – ppor. Józef Chudy[9]
  - kwatermistrz – kpt. Stanisław Ryczek[8]
  - dowódca kompanii gospodarczej – ppor. rez. Jan Adolf Kusznik[8]
  - dowódca kompanii zwiadu – ppor. Jerzy Jan Lis[8], por. Zbigniew Gawlik[9]
  - dowódca kompanii przeciwpancernej – ppor. rez. Stanisław Marian Majcher[8]

- I batalion piechoty – mjr Wilhelm Stanisław Polek
  - adiutant batalionu – ppor. Mariusz Jan Kwiatkowski[8]
  - dowódca 1 kompanii strzeleckiej – ppor. rez. Józef Michał Kuraś[8], ppor. Mikołaj Pawłosiewicz[10]
  - dowódca 2 kompanii strzeleckiej – ppor. Marian Zieliński[8], ppor. Józef Mirczyński[9]
  - dowódca 3 kompanii strzeleckiej – por. Leonard Stanisław Królak[11]
  - dowódca 1 kompanii ckm – por. Władysław Franciszek Różański
- II batalion piechoty – kpt. Jan Rutkowski
  - dowódca 4 kompanii strzeleckiej – por. Stanisław Król[12]
  - dowódca 5 kompanii strzeleckiej – por. rez. Jan Początek[11]
  - dowódca 6 kompanii strzeleckiej – por. rez. Edward Rudolf Hess[11]
  - dowódca 2 kompanii ckm – por. Józef Tadeusz Żyjewski[8]
- III batalion piechoty – mjr Tadeusz Zarzycki
  - dowódca 7 kompanii strzeleckiej – ppor. rez. Kazimierz Rutka[11]
  - dowódca 8 kompanii strzeleckiej – por. Feliks Babula[8]
  - dowódca 9 kompanii strzeleckiej – ppor. rez. Stanisława Gwozdecki[11]
  - dowódca 3 kompanii ckm – ppor. rez. Kazimierz Serwas[11]